# هلن هانف
هلن هانف (انگلیسی: Helene Hanff؛ ۱۵ آوریل ۱۹۱۶ – ۹ آوریل ۱۹۹۷) یک نویسنده، فیلم‌نامه‌نویس، نویسنده، و رمان‌نویس اهل ایالات متحده آمریکا بود.